# Teatro de Nero
O Teatro de Nero (em latim: Theatrum Neronis) foi um teatro privado erguido pelo então imperador Nero (54 - 68 d.c) em Roma (Itália) à margem direita do rio Tibre, antes conhecido apenas em fontes literárias, até que seus remanescentes foram descobertos no período de escavações arqueológicas entre 2020–2023, realizadas pela Superintendência Arqueológica Especial de Roma.

## História
O teatro é mencionado explicitamente apenas pelo escritor e oficial romano Plínio, o Velho e implicitamente por Suetônio e Tácito. Segundo Plínio, o imperador exibia os bens apreendidos de um ex-cônsul em seu teatro particular. O teatro foi usado por Nero para os ensaios de suas subsequentes apresentações públicas de canto no teatro de Pompeu e, era grande o suficiente para satisfazer sua "vaidade" quando lotado.
Também é possível que a domestica scaena mencionada por Tácito como o local de onde Nero contemplou o grande incêndio de Roma em 64 d.C., não se refira à torre de Caio Mecenas no Monte Esquilino, mas ao cenário de seu teatro. Este, situado na margem direita do rio Tibre, estava bem afastado das zonas afetadas, sendo por isso um ponto de observação seguro, ao contrário da torre, que se encontrava no meio do incêndio. No início do século II d.C., o edifício foi desmantelado para recuperar os seus materiais, como evidenciam cinco colunas de mármore encontradas in situ.
O teatro é mencionado pela última vez em meados do século XII em Mirabilia Urbis Romae, um guia de peregrinos da cidade, onde se diz estar perto do Castelo Crescêncio — atual Castelo de Santo Ângelo. A investigação estratigráfica produziu artefatos que vão desde o final do período republicano até o século XV. Em particular, na Idade Média a zona do teatro tornou-se local de artesanato e atividades relacionadas com a chegada dos peregrinos, como o testemunham a descoberta de moldes para rosários, objetos de osso elaborados para a criação de instrumentos musicais e dobradiças de móveis, jarros, vidros cálices usados como mobiliário litúrgico e material cerâmico, e duas insígnias peregrinas — mostrando o Volto Santo di Lucca e Notre-Dame de Rocamadour. Também foram encontrados vários rastros rodoviários, ligando o local ao Portus Maior, local de desembarque no rio Tibre a jusante da Ponte de Santo Ângelo. Por volta de 1480 na área do teatro, o cardeal Domenico della Rovere a construção do palácio de mesmo nome, possivelmente confiando a Baccio Pontelli.
Os restos do teatro foram encontrados durante as escavações iniciadas em 2020 sob a direção da superintendência de monumentos de Roma. A descoberta do teatro foi anunciada em 27 de julho de 2023 pela superintendente de Roma, Daniela Porro.

## Arquitetura
Duas estruturas em opus latericium foram encontradas sob o pátio do renascentista Palazzo della Rovere. Eles davam para um pátio aberto possivelmente cercado por um pórtico. Os edifícios podem ser datados do período Júlio–Claudiano graças aos selos bípedes encontrados em seus tijolos. A primeira estrutura tem uma planta hemiciclo, com entradas radiais e escadas e paredes, podendo assim ser identificada com a cávea do teatro, onde se situavam as filas de assentos para o público. A fachada-cenário estava voltada para o oeste. O aparato decorativo era de ordem jônica e dos vestígios pode-se deduzir que era revestido de mármore branco e colorido e estuque folheado a ouro, como na Casa Dourada. O segundo edifício, por outro lado, perpendicular ao primeiro, era usado para funções de serviço e abrigava talvez os cenários e figurinos.

## Localização
O teatro localizava-se na margem direita do Tibre, no Ager Vaticanus, no horti de Agripina — herdada por seu neto Nero —, na mesma área onde Calígula havia construído seu circo. Seus restos mortais estão localizados no pátio do renascentista Palazzo dei Penitenzieri, no Borgo, entre a Via della Conciliazione e o Borgo Santo Spirito.